# Frohnhof (Schnaittach)
Frohnhof ([ˈfʁoːnˌhoːf] ) ist ein Gemeindeteil des Marktes Schnaittach im Landkreis Nürnberger Land (Mittelfranken, Bayern). Frohnhof liegt in der Gemarkung Haidling.

## Lage
Der Weiler zählt etwa 15 landwirtschaftliche Gebäude und Wohnhäuser. Unmittelbar östlich befindet sich der Hammerbühl (541 m ü. NHN) und im Norden die Hormersdorfer Höhe (562 m ü. NHN), beides Erhebungen der Hersbrucker Alb. Eine Gemeindeverbindungsstraße führt nach Götzlesberg (0,5 km nordwestlich) bzw. nach Entmersberg (1,4 km südlich).

## Geschichte
Der Ortsname Frohnhof bedeutet Herrenhof. Die erste urkundliche Nennung geht in das Jahr 1280 zurück. Aus dem Schriftstück erkennt man, dass es damals hier nur einen Hof gab.
Mit dem Gemeindeedikt (frühes 19. Jahrhundert) wurde Frohnhof dem Steuerdistrikt Osternohe und der Ruralgemeinde Haidling zugewiesen.  1857 erfolgte die Umgemeindung nach Osternohe. Im Zuge der Gebietsreform in Bayern wurde Frohnhof am 1. Juli 1971 nach Schnaittach eingemeindet.